# El fin de la oscuridad
El fin de la oscuridad: El ocaso de la noche en una era de luz artificial (Inglés: The End of Night: Searching for Natural Darkness in an Age of Artificial Light) es un libro de no ficción de 2013 de Paul Bogard sobre la desaparición gradual, debido a la contaminación lumínica, de la oscuridad verdadera de los cielos nocturnos de la mayoría de la gente en el planeta. Bogard examina los efectos de esta pérdida en la salud física y mental humana, la sociedad y los ecosistemas, y cómo se puede mitigar.
El libro ha sido traducido al chino, alemán, japonés, coreano y español.

## Sinopsis
El libro de Bogard está estructurado en nueve capítulos, aproximadamente correspondientes a los nueve niveles de la escala de Bortle, que trata de cuantificar el brillo subjetivo y la idoneidad para la astronomía del cielo en diferentes ambientes. Bogard ha afirmado que utilizó la escala, inventada en 2001, porque identificar diferentes profundidades de oscuridad permite reconocer lo que se está perdiendo.
Bogard comienza en un entorno Bortle nivel 9, cerca del Luxor Sky Beam, el foco más brillante en la Tierra, ubicado en el Strip de Las Vegas. Explora los paisajes nocturnos de Londres y París, y examina la planificación, o la falta de ella, en la iluminación de cada ciudad. Él visita lugares a lo largo de los EE. UU. continentales, así como Florencia, las Canarias, y la isla de Sark, en su búsqueda para entender la naturaleza de la contaminación lumínica. Experimenta de primera mano los efectos deletéreos del trabajo nocturno, habla con un exconvicto sobre los efectos psicológicos de la luz ininterrumpida y comparte su propio miedo a la oscuridad. Bogard finalmente encuentra un entorno Bortle nivel 1: un ambiente tan perfectamente libre de luz dispersa que la Vía Láctea proyecta sombras perceptibles.
Bogard argumenta en contra de la suposición de larga data de una correlación entre la luz brillante y la delincuencia reducida, citando investigaciones que no encuentran ese vínculo. En lugar de sugerir un regreso a las noches completamente sin luz de los siglos pasados, sin embargo, él aboga por una cuidadosa consideración de dónde y cómo se despliega la luz, para proporcionar suficiente iluminación nocturna para la seguridad, sin crear deslumbramientos y otros efectos no deseados.

## Recepción
La crítica de The Daily Telegraph Stephanie Cross señaló el atractivo del entusiasmo de Bogard por su tema, y de los personajes que encuentra en sus viajes. En The Guardian, la novelista Salley Vickers elogió la energía de Bogard y el espíritu emprendedor, pero criticó el libro por ser ligero, por pasar demasiado rápido de un encuentro anecdótico a otro. The Wall Street Journal cuestionó las declaraciones de Bogard sobre la relación entre la luz y la seguridad, y describió ambivalentemente su crítica de nuestro mundo "sobreexpuesto" como fuerte pero incompleta.

### Premios
El libro fue galardonado con el Premio Nautilus Silver de 2014. Fue nombrado un Amazon Mejor Libro del Mes y Selección del Editor de No Ficción para julio de 2013, y Gizmodo lo seleccionó como uno de sus mejores libros de 2013. El libro fue preseleccionado para el premio de escritura de ciencia literaria de PEN/E. O. Wilson, y fue finalista del premio de escritura de naturaleza Sigurd F. Olson.

## Autor
Nacido en el norte de Minnesota, Bogard es profesor asistente de inglés en la Universidad James Madison.